# Pseudoparlatoria caucae
Pseudoparlatoria caucae är en insektsart som beskrevs av Alfred Serge Balachowsky 1959. Pseudoparlatoria caucae ingår i släktet Pseudoparlatoria och familjen pansarsköldlöss.
Artens utbredningsområde är Colombia. Inga underarter finns listade i Catalogue of Life.